# ゲオルギー・ロザノフ
ゲオルギー・ロザノフ(ブルガリア語: Георги Лозанов, ラテン文字転写: Georgi Lozanov, 1926年7月22日 - 2012年5月6日）は、ブルガリアのソフィア生まれの医学博士（精神医学、心理療法、脳生理学、内科）、また、教育学者。サジェストロジーの提唱者、インテグラル・サイコセラピー、サジェストペディアの開発者。

## 経歴

### 幼少年期
自伝によれば、ロザノフは1926年7月22日に、ギムナジウムの歴史教師で後に大学準教授となった父と弁護士であった母の間に生まれた。ロザノフの少年時代についてはあまり明らかにされていない。自伝では、2歳のときに母を亡くしたこと、その母をずっと思慕していたことのみが紹介されている。

### 青年期
高校を総代として卒業後、国立ソフィア大学医学部に進学。卒業して、博士課程に進み、精神科、神経科を専攻した。中でも心理療法（サイコセラピー）に興味を持ち、ブルガリア国立科学アカデミーに提出するため、脳生理学の分野で博士論文を準備するかたわら、教育学と心理学の学位も取得した。この間、サジェストペディア開発に向けての実験を行い、その成果は博士論文に盛り込まれている。博士号を取得後、1971年に大学教授の職を得た。
そこに至る間、ロザノフは、ブルガリア国内の主要な精神病院、ブヤラ病院、クリロ病院に勤務し、うちクリロ病院で病院長を2年間勤めた。また、1954年から1963年までソフィア市内にある精神科の救急診療所に勤務し、うち2年間は、大学院で医師に心理療法を指導している。これと平行して国立科学アカデミーの実験室で脳機能に関する実験も続けた。
これらの経験と実験から、ロザノフは、自身が「リザーブ・オブ・マインド (reserves of mind)」と呼ぶ脳活動における潜在領域が、人間の身体・精神活動に重要な役割を持つことを確信し、それを利用した新しい学習法、心理療法、教育法、コミュニケーション法に将来性を見出した。ロザノフは、こうした潜在能力開発の鍵となる理論に「サジェストロジー」と命名し、それを応用した心理療法に「インテグラル・サイコセラピー」、教授法に「サジェストペディア」と名づけて、実地への応用実験を試みた。
ロザノフの行った実験環境において、これらは非常に高い効果と効率性を示し、まもなく1966年10月に「国立サジェストロジー研究所」の所長に任命されたロザノフは、約100人の専任研究員と当時最新の設備を擁した大組織をその後約20年間にわたって率いることになる。この研究所を中心として、ブルガリアは、1978年に国家的規模でサジェストペディア応用実験を行い、その成果はユネスコにおいても検証された。
また、この時期、ロザノフはオーストリア国立学習研究所で6年にわたり顧問を務めている。ここでは、ウィーンのオーストリア文部省直属教育アカデミーに「児童向けサジェストペディア課」を設立し、その運営に関わった。

### ブルガリア共産主義政権の崩壊
しかしながら、ブルガリア共産党とロザノフとの間は、終始敵対的関係にあった。
ナチス・ドイツが崩壊した1944年、ブルガリアではソ連が侵攻し、9月9日に赤軍が首都ソフィアを掌握してブルガリア共産主義政権の基礎を作った。その年18歳になったロザノフは、共産化したブルガリアで共産主義に反対する友人たちの計画を当局に知らせず庇ったとして逮捕、投獄され、独房生活を送り、拷問を受けている。
投獄は恩赦によって解かれたが、その後もロザノフの行動は反共産主義者として常に監視下に置かれ、地方で職を得たところを追跡され自宅に踏み込まれるなどした。そのため、ロザノフは、偽名を使い住所を転々としながらの生活を強いられた。この政権は、ロザノフの大学進学後にも大学に対してロザノフを退学させるよう圧力をかけ、また、ソフィア市にあった精神科診療所の職からは実際にロザノフを追放した。職を失ったロザノフは、その後しばらく自動車修理工として一家の生計を立てることを余儀なくされたという。
1970年代にサジェストペディア関連の実験が成功して西側世界から注目を浴びると、ブルガリア共産主義政権は、国家宣伝に利用するためにロザノフの海外での活動、とりわけ1977年の米国での講演、博士論文をもとにした著書 "Suggestology and Outlines of Suggestopedy (1978)" の英訳出版に対する許可など、ロザノフに対して特権的とも言える便宜を与えた。しかし、一貫して共産主義思想に与しなかったロザノフを疎ましく思う勢力は、サジェストペディア研究所の中にさえ常に存在し、また、サジェストペディアの本質が、個人の内的自由の拡大を指向したり、社会的な枠組みによる精神的束縛からの解放を助長するなど、独裁的共産主義の思想とは相容れないものであったことなどから、政権内の権力バランスの変化をきっかけに、この政権は結局ロザノフを軟禁、研究職以外のすべての公職から追放した。またその後しばらくは反ロザノフ勢力によって運営されていた国立サジェストペディア研究所もまもなく閉鎖され、そこでの実験資料なども破棄された。同時にブルガリア政府は、ユネスコによるサジェストペディア普及の動きを政府として容認しない方針を示したため、1978年に出されたユネスコ作業部会の提言は実行される機会を失った。
1980年1月に軟禁状態に置かれたロザノフは、1989年まであしかけ10年にわたり、教育と出版にかかわるあらゆる活動を禁止された。ロザノフに同情的であった国立ソフィア大学は、閉鎖された国立機関に代わるものとして、1991年にロザノフが定年退官を迎えるまでの間、学内に「サジェストロジーおよび人間性開発センター」の設立を認め、その所長の職を用意した。しかし、そこでの研究成果を国内外に発表することは許可されなかった。また、ロザノフを救済しようとしたオーストリア政府は、軟禁中のロザノフに市民権を与え、ブルガリア政府に対して出国を要請したが実現しなかった。ただ、このためロザノフはブルガリアとオーストリアの二重国籍を有していた。
軟禁当時、ロザノフの開発したサジェストペディアの名前はすでに西側諸国にセンセーションをもって伝えられていたが、この突然の国内軟禁により、ロザノフとサジェストペディアに関するブルガリア国内からの情報は全く絶たれることになった。この結果、サジェストペディアは、世界各地で10年間にわたって放置され、その間、多くはロザノフの意図していなかった方向へと発展・変容した。さらに、この間ブルガリア政府は、米国企業の求めに応じて、「サジェストペディア」「ロザノフ」等、この教授法に関わるキーワードを売却している。これら名称は米国内で商標登録され、商業目的で使用されたが、軟禁中のロザノフは、自身の研究成果やそれを表す名称が国外で商業的な意図の下にひとり歩きしていくことに対して全く無力であった。
また、国外同様ブルガリア国内においてもサジェストペディア関連の情報は封殺され、それとともに、このメソッドがブルガリア国民の話題に上ることもなくなった。

### ブルガリア民主化以降
1989年ソ連崩壊のきざしに伴いブルガリアの事実上の独裁者であったトドール・ジヴコフ第一書記が辞任した。これと前後して、ロザノフの軟禁も解かれることとなった。
ロザノフは、その後国際的な活動を再開し、10年前に出されたユネスコへの提言を実行に移すべく、日本をはじめ、アメリカ、ヨーロッパ各地でサジェストペディアによる教員養成活動を再開し、また、1990年と1994年には、オーストリア中部のザルツブルクと西部のヴィクタースバーグでそれぞれサジェストペディアに関する国際会議を主催した。
ロザノフが国内軟禁から解放された後、最初に教員養成を行ったのは日本であった。1989年1月に、産業能率短期大学（当時）と所属のサジェストペディア研究室、および日本サジェストペディア学会は、軟禁が解けたばかりのロザノフと、共同開発者でサジェストペディア教師トレーナーのエヴェリナ・ガテバを日本に招いて、大学機関の研究者向けサジェストペディア教師養成コースと一般向け講演会を開催した。ちなみにこのときの教師養成コースは、1989年1月25日から2月16日にかけて行われ、ロザノフによる英語での講義、ガテバによるイタリア語コースがこれに含まれた。
ロザノフの活動はこうして再開されたが、10年間の情報断絶を経た当時、世界中で「サジェストペディア」として認知されていたものと、ロザノフ自身の温めてきた「本家」サジェストペディアの間には、外観上も、その基本概念においても、かなりの隔たりが生じていた。国際社会復帰後のロザノフは、その隔たりを埋め、理解を正すことに奔走し、その後のほとんどの期間をそれに費やした。
80歳を過ぎた後もロザノフは、オーストリアのウイーンと本国ブルガリアの間を往復しつつ、世界各国におけるサジェストペディアの復権を目指して活動したが、最晩年の数年間をブルガリア東部スリベンで過ごした後、同地で2012年5月6日、86年の生涯を閉じた。

## 主な著書
日本語訳は現在未出版かまたは絶版。英語版は紙メディアまたはオンラインで入手可能。
1. "Suggestology and suggestopedia: theory and practice; working document" (Lozanov, Georgi; Bulgaria. National Commission for Unesco, 1978, UNESCO ED.78/WS/119)
2. "Suggesology and Outlines of Suggestopedy" (Lozanov, Georgi 1978, Gordon & Breach)
3. "The Foreign Language Teacher's Suggestopedic Manual (Lozanov, G., Gateva, E., 1988, Gordon & Breach)
4. "Suggestopedia - Dessugestive Teaching - Communicative Method on The Level of The Hidden Reserves of The Human Mind" (Lozanov, Georgi, 2005, Sofia University Publishing House.)
5. "Suggestopedia/Reservopedia - Theory and practice of the liberating-stimulating pedagogy on the level of the hidden reserves of the human mind" (Lozanov, Georgi, 2009 Sofia University Press: Sofia) ISBN 9789540729367

本稿の内容は主として上記 (4)/(5)に含まれる小自伝に依拠する。